# Barre (Vermont, town)
Pour les articles homonymes, voir Barre.
Ne doit pas être confondu avec Barre (Vermont).
Barre est une municipalité (town) et une ville américaine de l'État du Vermont, située dans le comté de Washington. Elle est populairement appelée Barre Town pour la distinguer de sa voisine homonyme qui a le statut de city. Lors du recensement de 2020, sa population s'élevait à 7 923 habitants. 

## Géographie
Barre se trouve au centre du Vermont, au sud-est de la capitale Montpelier. Son territoire de 79,5 km2 forme un quadrilatère au milieu duquel est enclavé la ville homonyme de Barre et est limitrophe au sud et à l'est du comté d'Orange.

### Municipalités limitrophes
| East Montpelier | Plainfield   |            |
| Berlin          | Barre        | Orange     |
|                 | Williamstown | Washington |
| Enclave : Barre |              |            |

### Communautés locales
Barre comprend quatre communautés non incorporées qui forment des Census-designated places (CDP), toutes situées dans le sud-est de son territoire : East Barre, Graniteville, South Barre et Websterville.

## Histoire
Fondée à la fin du XVIIIe siècle sous le nom de Wildersburgh, elle est rebaptisée Barre par les habitants en l'honneur d'Isaac Barré (1726-1802), un militaire et homme politique irlandais d'origine huguenote. En 1895, une partie de son territoire en est détachée pour former une nouvelle municipalité appelée également Barre mais avec le statut de city.

## Politique et administration
La ville est administrée par un conseil de cinq membres élus (Selectboard) qui est responsable de la conduite générale des affaires de la ville. Il a pour fonctions de publier les règlements locaux, préparer le budget, superviser toutes les dépenses de la ville, gérer les employés municipaux et contrôler les bâtiments et les biens de la ville. Il est assisté de « justices de paix » élues et d'un administrateur (town clerk), réunis au sein du Conseil de l'autorité civile.

## Économie
Tout comme sa voisine homonyme, Barre est connue pour ses carrières de granite qui ont fait sa fortune.

## Personnalités liées à la ville
- DeForest Jarvis, médecin, est décédé en 1966 à South Barre.
- Miranda July, actrice, chanteuse et réalisatrice, née à Barre.